# Slangpier
De slangpier (Capitella capitata) is een borstelworm uit de familie Capitellidae. De kleur van de worm is veelal bloedrood. Vindplaatsen zijn zand- of grindgronden bij de kust of moddergronden en dan met name onder stenen. Kenmerkend is daarnaast dat het water waarbij ze in de buurt leven, vaak verontreinigd is. Aanwezigheid van de worm wordt dan ook als indicatie gezien van verontreinigd water.
De slangpier plant zich op twee manieren voort. Wanneer de worm zich op een locatie bevindt met voor de worm goede omstandigheden, is hij in staat om in grote hoeveelheden bentische larven te maken. Daarnaast zijn de wormen in staat planktonachtige larven te maken die zich eenvoudiger naar nieuwe gebieden verplaatsen.
De wetenschappelijke naam van de slangpier werd als Lumbricus capitatus in 1780 gepubliceerd door Otto Fabricius.